# 亀岡市立大井小学校
亀岡市立大井小学校（かめおかしりつ おおいしょうがっこう）は、京都府亀岡市にある公立小学校。

## 学習
2012年1月17日、開明伸銅とヤマト運輸の協力で「環境問題と物流」をテーマとした交通環境学習が実施された。同年5月21日の金環日食の朝は、PTA主催の金環日食観望会を実施するため登校時間が30分早められた。

## 通学区域
- 大井町のうち並河1丁目 - 2丁目、かすみケ丘、南金岐、並河3丁目の一部、並河の一部、北金岐の一部、大井町のうち土田1丁目 - 3丁目、土田、小金岐1丁目 - 4丁目[3]

## 進学先中学校
住所によって2校に分かれて進学する。
- 亀岡市立大成中学校
- 亀岡市立南桑中学校

## 交通アクセス
- 西日本旅客鉄道（JR西日本）山陰本線 並河駅より270m。

## 周辺施設
- 大井インターチェンジ
- 国道9号

## 通学区域が隣接している学校
- 亀岡市立千代川小学校
- 亀岡市立稗田野小学校
- 亀岡市立吉川小学校
- 亀岡市立城西小学校
- 亀岡市立保津小学校
- 亀岡市立亀岡川東学園